# 大阪書籍

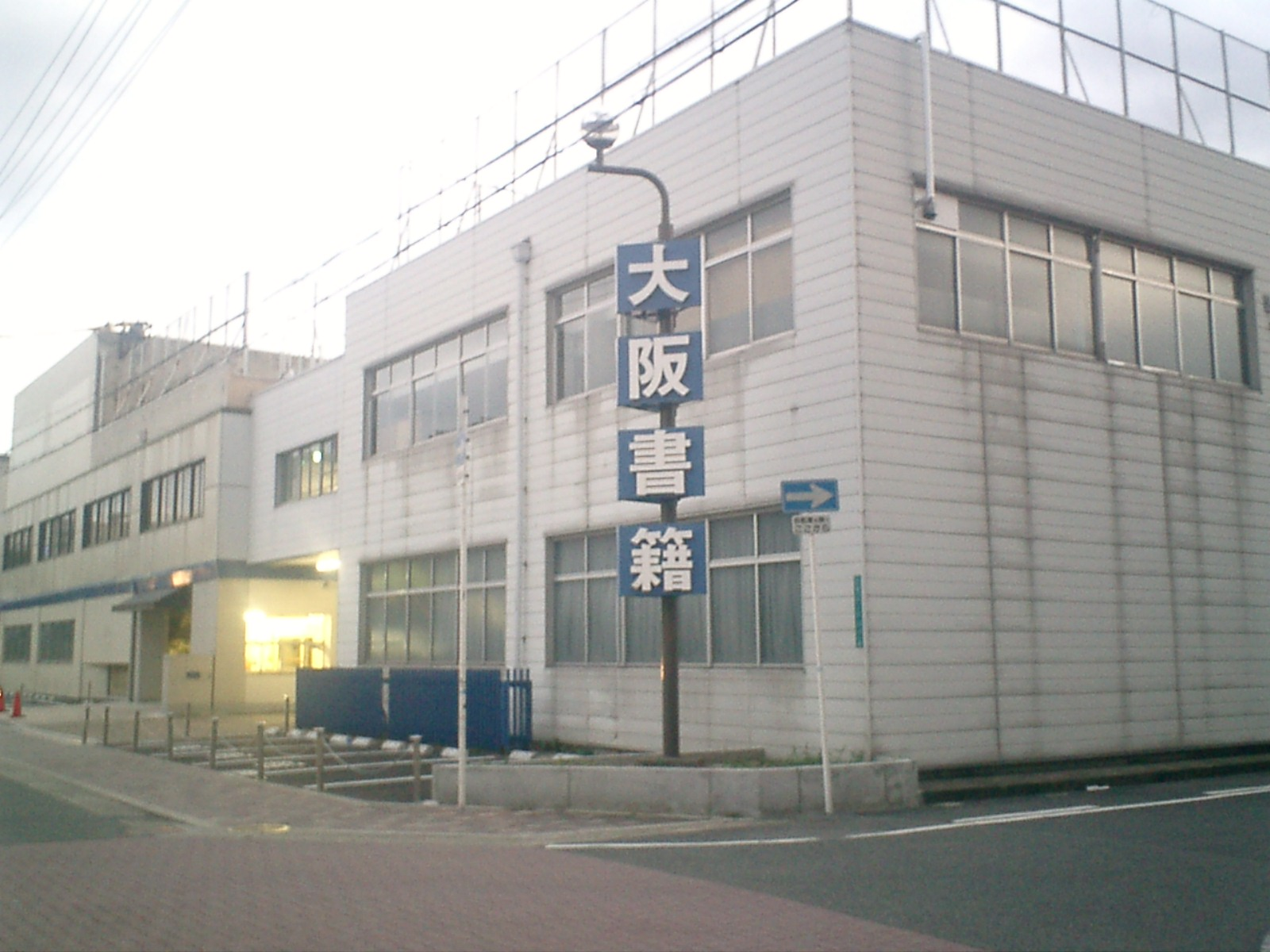
大阪書籍（2006年）
（大阪市東成区深江北1丁目）

大阪書籍株式会社（おおさかしょせき）は、かつて大阪府大阪市にあった出版社。主に小・中学校向けの教科書や教材を取り扱っていた。略称は大書（だいしょ）、発行者番号3。このほかに商業印刷事業にも対応した印刷工場を保有していたが、2008年（平成20年）2月1日に商業印刷事業を大阪書籍印刷へ会社分割した。2008年度の全国における教科書採択数は約285万部。

## 概要
1909年（明治42年）9月27日創業。当時の文部省（現・文部科学省）から国定教科書の翻刻を発行許可された。同年12月25日、大阪市南区難波芦原町（現・浪速区芦原）に工場を建設。
1923年（大正12年）、関東大震災の影響で出版事業が麻痺した関東方面の教科書の配給に際しては委託印刷を行っている。1926年（大正15年）、芦原工場が狭隘になり、大阪市西成区津守町（現・北津守2丁目）に移転。
1955年（昭和30年）、教科書発行に加え、一般商業印刷を開始した。1977年（昭和52年）、大阪市の総合都市計画に沿って、大阪市東成区深江北2丁目に本社を、同1丁目に工場を移転。
なお、同社のメインバンクは幸福銀行が1999年（平成11年）に経営破綻するまでこれに当たり、大一商店とも資本関係があった。幸福銀行の破綻後は、商工中金・中小企業金融公庫等の公的融資にて対応した模様である。
2008年4月10日、大西一義社長（当時）が副業として行っていた不動産事業によって多額の資金が流出したため大阪地方裁判所に民事再生法の適用を申請した。負債総額は66億円。この民事再生法の申請に当たり、同社は大西社長を解任し、背任行為に当たるとして刑事告訴を検討した。その後、同年9月10日には出版社アムアソシエイツが出資する新会社に商号と教科書事業を約3億2000万円で譲渡するなどの再建計画を進めていたが、譲渡額の支払いなどをめぐりアムアソシエイツとの交渉が行き詰まり、また従業員に対する給与の未払いが発生するなどしたため再建計画は破綻した。同年12月15日、日本文教出版に教科書の版権を譲渡することを決定し、2009年（平成21年）1月21日付けで同社が正式に大阪書籍の教科書の版権譲渡と継続発行を発表した。
なお、教科書・指導書・学参書を除く一般図書は、吹田市に本社を置く合同会社メディアイランドが継承している。
2009年（平成21年）2月、大阪書籍印刷が大阪書籍より分離独立し、本社・工場とも大阪市西淀川区百島1丁目へ移転した。